# Cucuyas
Cucuyas es un caserío peruano ubicado en el distrito de Suyo, perteneciente a la provincia de Ayabaca del departamento de Piura, al norte del Perú. 

## Ubicación
Cucuyas se ubica al norte de la provincia de Ayabaca, en el distrito de Suyo, en el departamento de Piura. Se ubica muy cerca a la frontera ecuatoriana-peruana.

## Demografía
En 2017 Cucuyas tenía una población de 202 habitantes.
| Gráfica de evolución demográfica de Cucuyas entre 1993 y 2017 |
|                                                               |
| Fuentes: Población 1993 y 2017                                |